# Индо-тихоокеанска риба глиган
Индо-тихоокеанските риби глигани (Antigonia rubescens) са вид актиноптери от семейство Капрови риби (Caproidae).